# (3996) Fugaku
(3996) Fugaku (1988 XG1) – planetoida z pasa głównego asteroid okrążająca Słońce w ciągu 3,4 lat w średniej odległości 2,26 j.a. Odkryta 5 grudnia 1988 roku.